# Michel Chaillou
Michel Chaillou (Nantes, 15 de junho de 1930 — Paris, 10 de dezembro de 2013) foi um romancista francês e autor de quase trinta livros. Após receber o prêmio livreiro ("Prix des libraires") em 1989, e o prêmio de língua francesa em 2002, ele obteve em 2007 o grande prêmio de literatura da Academia Francesa por todos os seus trabalhos.

## Biografia
Nascido em Nantes em 15 de junho de 1930, Michel, filho de pais muito jovens, foi criado por seus avós paternos, que eram zeladores de uma fábrica de papel em Chantenay. Na Segunda Guerra Mundial, Michel deixou a França junto de sua mãe e começou uma nova vida em Casablanca, onde retomou os estudos secundários interrompidos e obteve a primeira parte do bacharelado.
Depois de seis anos em Marrocos, Michel retornou à França em 1951, iniciou a segunda parte do bacharelado e se matriculou em filosofia na faculdade de Poitiers. Então, obteve a licenciatura em filosofia e se casou pela primeira vez em 1955.
Em 1957, foi chamado para a Argélia. E retornando à vida civil após 28 meses de serviço militar, obteve a "Capes de lettres modernes" e lecionou no colégio para meninas em Niort e em seguida em um colégio em Montmorillon. Em 1960, divorciou-se e pensou em trocar a província pela capital.
Em 1962, foi admitido no curso de formação audiovisual da "École normale supérieure de Saint-Cloud". Lá, conheceu Roland Barthes e sua futura esposa, Michèle, com quem se casou em 1966 e de quem teve um filho, David Chaillou, compositor em 1971.
De 1963 a 1968, em Paris, Michel Chaillou ensinou literatura no "Liceu de Saint-Germain-en-Laye". E, sendo parcialmente destacado para a televisão escolar, produziu diversos programas franceses até 1970.
Em 1968, seu primeiro romance "Jonathamour"  apareceu na Gallimard na coleção “Le Chemin” de Georges Lambrichs. Depois de encerrada a coleção, em 1987, ela foi compartilhada entre várias editoras: Gallimard, le Seuil, Fayard. E em 1969, Michel Chaillou se tornou professor no IUT de Saint-Denis. Enquanto em 1975, obteve o doutorado em literatura francesa com a tese "Bergerie critique (le sentiment géographique dans les premières pages de L'Astrée)" dirigida por Roland Barthes.
De 1991 a 1995, Michel ensinou literatura francesa dos séculos XVII e XVIII na Universidade de Paris VIII-Vincennes. Em 1982, à convite da Universidade da Virgínia em Charlottesville (Estados Unidos), ele dissertou sobre romances esquecidos da literatura francesa do século XVII.
Em paralelo às atividades de ensino e redação, Chaillou sempre cultivou o interesse pelo rádio. E após Alain Trutat o convidar para participar de suas experiências criativas de rádios, numerosas transmissões na France Culture entre 1970 e 2002 atestam suas habilidades de improvisação e um discurso lírico entre escrever e falar. De 1973 a 1976 foi membro da comissão de leitura da Radio-France e, em 1976, membro da oficina "texte-image" do Institut National de l'Audiovisuel (INA).
Em 1982, Michel foi o primeiro presidente da ADILC (associação de defesa e ilustração da literatura contemporânea). Ele também foi membro do comitê de leitura da revista Po & sie de Michel Deguy e de várias comissões do Centre national des lettres. De 1985 a 1988, foi consultor literário na Feira do Livro da Juventude de Montreuil. E em 1989 foi um dos seis escritores do grupo Hexaméron ao lado de Michel Deguy, Jacques Roubaud, Denis Roche, Florence Delay e Natacha Michel.
Em 1990, Michel Chaillou criou para Hatier, a pedido da editora Colline Faure-Poirée, uma coleção de história literária “Brèves Litturature” que gerenciou até 1996 (com 24 volumes publicados). E em 2005 foi coroado pela Académie de Bretagne pelo romance "La Croyance des voleurs" e se tornou um membro honorário. Seu último romance, "The Shadow Hypothesis", foi publicado pela Gallimard três semanas antes de sua morte. Seu diário, escrito entre 1987 e 2012, foi publicado em abril de 2015 pela editora Fayard.

## Prêmios e distinções
- 1989: Prix des libraires;[3]
- 2002: Prix de la langue française;
- 2007: Grand Prix de littérature de l'Académie française por toda a sua obra literária;
- Ele é um cavaleiro da Legião de Honra e um Oficial da Ordem do Mérito.